# Sten Risberg (arkitekt)

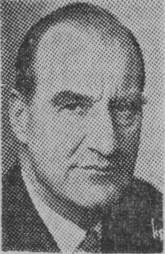
Sten Risberg

Sten Gustaf Magnus Risberg, född 20 januari 1908 i Skagershults församling, Örebro län, död 11 september 1988, var en svensk arkitekt. 
Risberg, som var son till bruksdisponent Werner Risberg och Elin Svensson, avlade studentexamen i Örebro 1926 och utexaminerades från Kungliga Tekniska högskolan 1932. Han var anställd hos Erik Fant i Stockholm 1932, hos Conny Nyquist i Karlstad 1933–1935, assistent på länsarkitektkontoret i Göteborg 1936–1939, biträdande länsarkitekt i Göteborgs och Bohus län 1939–1957 och länsarkitekt i Kalmar län 1958–1973. Han bedrev därefter konsulterande verksamhet i Kalmar län. Han var styrelseledamot i Kalmar läns fornminnesförening och Kalmar konstförening. Sten Risberg är begravd på Skagershults kyrkogård.